# فراسوسماران
فراسوسماران (نام علمی: Metasuchia) نام یک کلاد از کلاد میان‌هوتمساحان است.